# 間人町
間人町（たいざちょう）は、京都府竹野郡にあった町。日本海に面していた。現在の京丹後市丹後町間人にあたる。
本項では町制前の名称である間人村（たいざむら）についても述べる。

## 地理
- 河川：竹野川
- 島嶼：城島

## 歴史
- 1889年（明治22年）4月1日 - 町村制の施行により、近世以来の間人村が単独で自治体を形成。
- 1921年（大正10年）4月1日 - 間人村が町制施行して間人町となる。
- 1927年（昭和2年）3月7日：北丹後地震により町内で火災が発生。新聞の号外では「間人町全焼」と短く伝えられた[1]。
- 1955年（昭和30年）2月1日 - 間人町・豊栄村・竹野村・上宇川村・下宇川村が合併して丹後町が発足。同日間人町廃止。

## 教育

### 中学校
- 間人町立間人中学校

### 小学校
- 間人町立間人小学校

## 出身者
- 松本重太郎 - 実業家。様々な企業の設立に携わり、「関東の渋沢（栄一）、関西の松本」と謳われた[2]。間人小学校には松本の石像が建立されている[2]。間人村小間西生まれ[2]。
- 植垣弥一郎 - 実業家・政治家。明治乳業社長・会長や参議院議員を務めた[3]。生涯にわたって故郷の間人を愛し、玄関の表札には「植垣間人」と記していた[3]。間人村岡成生まれ[3]。
- 小谷勝重 - 弁護士・最高裁判所判事。1948年（昭和23年）の最高裁判所の創設から13年間にわたって裁判官を務めた[4]。間人村向地生まれ[5]。
- 谷源蔵 - 貿易商。ロシアのウラジオストクを拠点として貿易に携わった[6]。間人小学校に奉安殿を建設したり、間人の郷土研究なども行った[6][7][4]。間人村岡成生まれ[6]。
- 相見幸八 - 貿易商。戦前は満州のハルビンを拠点として貿易に携わり、戦後には日本に引き揚げて丹後交通（現在の丹後海陸交通の前身の一つ）の社長などを務めた[8]。1940年（昭和15年）には間人町に対して間人町会館（のちの丹後町役場庁舎）を寄贈した[8]。谷源蔵の甥[8]。間人村岡成生まれ[8]。
- 藤原勘治 - ジャーナリスト。毎日新聞社取締役・西部本社代表。ハンセン病患者救済事業でも尽力し、インドに救ライセンターを設立するなどしている[9]。間人村小間西出身。間人町図書室（のちの丹後町図書室）・間人小学校（のちの丹後小学校）・間人中学校（のちの丹後中学校）には藤原の寄付による豊淑文庫が設置されている[9]。間人村小間西生まれ[9]。